# Château de Salornay
Le château de Salornay est situé sur la commune d'Hurigny en Saône-et-Loire, à flanc de pente.

## Description
Les bâtiments occupent trois côtés d'un quadrilatère irrégulier ouvert au sud.
À l'angle sud-est se trouve une tour carrée, desservie par une tourelle d'escalier circulaire, au rez-de-chaussée de laquelle s'ouvre un passage voûté précédé d'un pont de pierre à deux arches qui a remplacé le pont-levis, encore cité en 1644, reliant le château à la basse cour. À l'angle nord-ouest, s'élève une haute tour carrée, à la base talutée, qu'éclairent des baies très étroites.
Les autres constructions, de plans et élévations diverses, sont percées de fenêtres à linteau en arc segmentaire et de quelques ouvertures à meneau et croisillon qui ont échappé aux remaniements de la fin du XVIIIe siècle. Elles sont couvertes de toits bas en tuiles creuses.
Le château, propriété privée, ne se visite pas.
L'une de ses plus anciennes représentations est un dessin réalisé en 1885 par Rousselot, inspecteur des Forêts (volume conservé à l'Académie de Mâcon).

## Historique
- 1291 : la famille de Salornay est citée pour la première fois.
- 1471 : Philibert de Salornay, considérant la forteresse inapte à résister aux armées royales, l'abandonne à celles-ci, qui la détruisent en partie, et prête son artillerie et ses hommes de guet à la ville de Mâcon. L'édifice sera ensuite remis en état.
- 1614 : Georgette de Salornay, dernière de sa lignée et veuve de Guy de Faultrières, vend le fief à Claude Botton.
- 1652 : par succession, l'ensemble passe à Pierre Chesnard, qui loue la terre et le château, que cernent des fossés remplis d'eau, à des fermiers.
- Début XVIIIe siècle : Étienne Chesnard est seigneur de Salornay.
- 1760 : François-Charles-Albert de la Bletonnière, seigneur d'Igé acquiert la propriété des Chesnard. Il aménage les appartements, modifie les ouvertures.
- 1801 : François-Charles-Albert bâtit un vaste tinailler sur caves, à l'emplacement du fossé sud.
- 1838 : Catherine Regnault de Parcieux, petite-fille du précédent et épouse de Guillaume-Gustave de Morangiès, vend le château à un Lyonnais.
- XXe siècle : propriété de M. Guérin.

## Armoiries
- Salornay : Cinq points d'or, équipolés à quatre de gueules.
- Faultrières : Écartelé, aux 1 et 4 d'argent au sautoir de sable chargé de cinq coquilles d'or, au 2 de gueules à trois pals de vair au chef d'or, au 3 d'or à trois tourteaux de gueules; cimier : un lion issant brandissant une épée ; supports : deux lions ; devise : TENDRE ET FÉAL.
- Chesnard : D'argent (ou d'or), à une marque de marchand de sinople, ardente de gueules, au chef d'azur, chargé de trois coquilles d'argent.
- La Bletonnière : D'or, à une ancre de sable.